# Bărbat
Bărbat fue un voivoda valaco del siglo XIII, hermano y sucesor de Litovoi, cuyo territorio correspondía al norte de Oltenia, en la actual Rumania.

## Biografía
En 1277 (o entre 1277 y 1280), Litovoi estaba en guerra con los húngaros por las tierras que el rey Ladislao IV de Hungría (1272-1290) reclamaba para la corona, pero por las que Litovoi se negaba a pagar tributo. Litovoi murió en batalla y fue sucedido por su hermano Bărbat. Sin embargo, sería capturado y enviado a la corte, donde no solo fue forzado a pagar su rescate sino también a reconocer la soberanía húngara, tras lo que pudo regresar a su tierra.
Este evento se relata en la carta de concesión del rey del 8 de enero de 1285, en la que el rey Ladislao IV donó aldeas en el condado de Sáros (hoy en Eslovaquia) a György Baksa, hijo de Simón, que había combatido contra Litovoi y Bărbat.